# Ahmed Dogan
Ahmed Dogan Demir (Pchelarovo, Bulgaria, 29 de marzo de 1954) es un político búlgaro y actual presidente del Movimiento por los Derechos y Libertades (DPS).
Es destacado mundialmente por un intento de asesinato fallido el 19 de enero de 2013.

## Biografía
Es el jefe y líder del Movimiento por los Derechos y Libertades (DPS), un partido liberal  que representa los intereses de la minoría turca en Bulgaria.
En septiembre del 2007 su nombre era mencionado en un informe oficial de la era comunista como colaborador de la policía secreta. De acuerdo con el informe, Dogan era un agente a sueldo de la Comisión para la Seguridad del Estado desde agosto de 1974 hasta marzo de 1988. Una vez finalizada la guerra fría, su pasado en las fuerzas secretas lo vinculó en una operación llevada a cabo en Berlín para desestabilizar el gobierno emergente. En la década de los XX ha estado más de una vez en la cárcel. Entre otras sospechas, se cree que Ahmed Dogan fue el responsable de un hecho de corrupción con una planta hidroeléctrica utilizando como fachada una fundación para los derechos humanos y la libertad del pueblo turco en el año 2005.
En octubre de 2010, el Tribunal Administrativo Supremo en Sofía le absolvió de una acusación de corrupción en un caso presentado por la Comisión Parlamentaria respecto a los honorarios de consultoría pagados en 2008 y 2009 con respecto a proyectos hidroeléctricos.
En el año 2010, Dogan rompe su vínculo con la FG y emprende una campaña en Bulgaria para representar a su pueblo y así disminuir las persecuciones que los turcos recibían en ese país. Actualmente Dogan actúa como vocero de la HHI y trabaja en un libro para disipar las sospechas en cuanto a su pasado. El título aún no se sabe pero su publicación se espera para mayo del 2013.

## Intento de asesinato
El 19 de enero de 2013, se produjo un intento fallido de asesinato contra él en un congreso del partido. Un asaltante se subió a la tribuna donde estaba dando un discurso y le apuntó con una pistola de aire comprimido, que no llegó a dispararse. El agresor, identificado como Oktai Enimehmedov, fue inmediatamente arrestado, y pateado por miembros de seguridad y algunos políticos. De nacionalidad búlgara y origen turco, la policía afirma que tiene antecedentes penales por robo, venta de drogas y vandalismo.